# Gerhard Schröder (CDU)
|  | Denne artikel er om CDU-politikeren, der i 1950'erne og 60'erne var miniter i Forbundsrepublikken. For kansleren af samme navn, se Gerhard Schröder |
Gerhard Schröder (født 11. september 1910 i Saarbrücken, død 31. december 1989 i Kampen, Sild) var en tysk politiker fra CDU. Han var indenrigsminister i Vesttyskland i 1953-1961, udenrigsminister i 1961-1966 og i perioden 1966-1969 forsvarsminister. 
Han stillede op til præsidentvalget i Vesttyskland i 1969, men tabte med snæver margin til Gustav Heinemann, der fik 49,4% af stemmerne mod Schröders 48,8%.

## Uddannelse og baggrund
Schröder læste jura ved Universitetet i Königsberg og læste og to semestre ved University of Edinburgh, hvor han efter eget udsagn fik indsigt i britisk levevis. Han afsluttede sin embedseksamen ved Universitetet i Bonn i 1932, hvor han havde tilsluttet sig universitetets lokale afdeling af Deutsche Volkspartei (DVP).
Den 1. april 1933 meldte han sig ind i nazipartiet og SA. Han fortsatte sin karriere som jurist og som skatteadvokat. Han meldte sig ud af nazipartiet i maj 1941 og giftede sig samme måned med Brigitte Schröder født Landsberg, efter tilladelse fra den tyske hær, da Brigitte var halvt jødisk. 
Schröder gjorde tjeneste ved Østfronten under 2. verdenskrig, hvor han blev dekoreret. 